# Denis Peschanski
Pour les articles homonymes, voir Peschanski.
Denis Peschanski, né le 11 novembre 1954 à Paris, est un historien français.
Il est directeur de recherche au CNRS depuis 2005, devenu émérite depuis son départ à la retraite en 2023. Il est également un militant politique, membre du Parti communiste français jusqu'en 1981, puis candidat du Parti socialiste avant de rejoindre La République en marche ! en 2017.

## Biographie

### Famille
Issu d'une famille juive d'Europe de l'Est, Denis Peschanski est le fils d'Alexandre-Sacha Peschanski (1908-1994), et de Dora Kronfeld (1910-2005),. Il est le frère du biologiste Marc Peschanski et du physicien Robi Peschanski.

### Carrière professionnelle
Entré au CNRS en 1982 comme ingénieur d'études, puis chercheur après son doctorat troisième cycle, Denis Peschanski a soutenu son doctorat d'État en 2000 et est depuis 2005 directeur de recherche au CNRS.
Historien spécialiste de l’histoire du communisme, puis de la France de Vichy et des « années noires », chercheur en Memory studies, il est membre depuis 2016 du Centre européen de sociologie et de science politique (Paris 1, EHESS, CNRS) après avoir été depuis 2002 au Centre d’histoire sociale du XXe siècle, et auparavant à l'Institut d'histoire du temps présent.
Par ailleurs, il a été, de 1995 à 2000, secrétaire scientifique de la section 33 du Comité national de la recherche scientifique (Formation du monde moderne). En 1998, il a mis sur pied une coordination des secrétaires scientifiques et, à ce titre, a fait partie du bureau de la Conférence des présidents de section du CN, structure qui a été officialisée par voie de règlement intérieur. De l’été 2001 à l’été 2005, il a été membre du conseil scientifique du CNRS (secrétaire scientifique et membre du bureau).
De février 2006 à septembre 2008, D. Peschanski a été directeur scientifique adjoint au CNRS, département des sciences humaines et sociales,. En avril 2009, le projet qu’il copilote avec Ed Berenson (New York University) « Memory and Memorialization » a été retenu pour trois ans par la Fondation Face et l’ambassade de France aux États-Unis. Le projet associe NYU et le CNRS, le mémorial de Caen et la US Fondation for Museum and Memorial 9/11,. En février 2011 le projet qu’il anime, MATRICE (entre mémoire individuelle et mémoire collective), a été retenu comme équipement d’excellence (Equipex, 2011- 2020). En avril 2016, le projet qu’il codirige avec Francis Eustache (neuropsychologue) sur la mémoire du 13-Novembre a été retenu par les Investissements d’avenir et l’équipex MATRICE a été abondé pour mener ce programme transdisciplinaire porté scientifiquement par le CNRS et l’INSERM et administrativement par héSam université. Membre étranger de la commission de recrutement du Fonds national de la recherche scientifique (Belgique) entre 2007 et 2010, Peschanski devient pour trois ans, mandat renouvelé (2010-2015), président de la commission SHS 4[source insuffisante].
Il dirige la collection « Archives contemporaines » aux éditions Tallandier de 2003 à 2009 (parmi les titres : Vivre à en mourir. Lettres de fusillés ; les Lettres de Drancy ; le carnet d’Algérie d’Antoine Prost, avec une préface de Pierre Vidal- Naquet ; le Journal de Goebbels, édition française en quatre volumes en liaison avec l’IFZ de Munich). Depuis 2012, il dirige la collection « Mémoire(s) » chez Hermann. Entre 2016 et 2019, il dirige avec Henry Rousso une nouvelle collection aux éditions Belin (« Contemporaines »).
Il a été conseiller historique du film Hôtel du Parc (Pierre Beuchot), et coauteur d’un autre, Les voyages du Maréchal. Il est d’auteur de trois documentaires avec Jorge Amat (La traque de l’Affiche rouge, Maréchal, nous voilà ? La propagande sous Vichy et La France des camps), coproduits et diffusés par France-Télévisions (France 2) en mars 2007 et en avril 2010[source insuffisante]. Il est l'auteur de Manouchian et ceux de l'Affiche rouge, réalisé par Hugues Nancy et produit par Nova Prod., diffusé la première fois le 20 février 2024 sur France 2.
Associé à deux fondations, la fondation pour la Mémoire de la Déportation et fondation pour la Mémoire de la Shoah, il préside le conseil scientifique du Mémorial du camp de Rivesaltes de 2001 à 2022. De 2006 à 2023, il préside le conseil scientifique du Mémorial de Caen. Depuis 2009, il est membre du conseil scientifique du mémorial de la Shoah, depuis 2012 du conseil scientifique de Yahad-in-Unum (présidé par Édouard Husson), depuis 2017 du conseil scientifique de l’OSE (Œuvre de Secours aux Enfants ; CS présidé par Arnold Migus)[source insuffisante] et depuis 2017 du conseil scientifique de l’ECPAD. Pour ce dernier, il en devient le président en 2022.En 2011 et 2012, il a été conseiller près le président du conseil général de Seine-Saint-Denis pour les questions d’histoire et de mémoire de la Seconde Guerre mondiale. 
Il intègre le comité mémoriel près la déléguée interministérielle à l’Aide aux victimes (DIAV) en 2018, puis le comité de préfiguration du musée-mémorial sur les sociétés face au défi du terrorisme installé par le président de la République.
Depuis octobre 2023, Denis Peschanski préside le conseil scientifique et d'orientation de la mission du 80e anniversaire des débarquements, de la Libération de la France et de la Victoire.

### Carrière politique
Membre du Parti communiste français jusqu'en 1981, il en est exclu comme « agent infiltré par la bourgeoisie », selon son propre témoignage (publié, alors, dans La Dépêche de Louviers, ville où il demeurait). Devenu secrétaire de la section du PS de Bourg-la-Reine, il est candidat socialiste à l'élection cantonale de 2004 contre Patrick Devedjian, puis tête d'une liste PS-Verts-MoDem à l'élection municipale de 2008. Il est depuis 2008 élu d'opposition au conseil municipal de Bourg-la-Reine.
En 2011, il se présente à nouveau à l'élection cantonale contre Patrick Devedjian qui le bat avec 51,22 % des voix au second tour. En juin 2012, pour l'élection législative, il est à nouveau candidat contre Devedjian comme suppléant de l'écologiste Fabien Feuillade. Patrick Devedjian est proclamé élu mais l'élection est invalidée par le Conseil constitutionnel : une élection partielle est organisée en décembre 2012, Denis Peschanski se présente encore contre Devedjian comme suppléant de Julien Landfried (MRC) cette fois-ci mais sans succès. En 2014, il se présente à nouveau comme tête d'une liste PS-Verts-Centristes-MRC à l'élection municipale de Bourg-la-Reine. Il démissionne du conseil municipal en juillet 201. Il n'a pas repris sa carte du parti socialiste en 2017[réf. nécessaire].
Denis Peschanski fait partie des intellectuels et des personnalités juives européennes ayant appelé le 3 mai 2010 à la signature de l'« Appel à la raison », sous le signe JCall (European Jewish Call for Reason).
Le 25 avril 2017, il fait partie des signataires d'une tribune de chercheurs et d'universitaires annonçant avoir voté Emmanuel Macron au premier tour de l'élection présidentielle française de 2017 et appelant à voter pour lui au second, en raison notamment de son projet pour l'enseignement supérieur et la recherche. Il a rejoint le mouvement En Marche ! devenu LREM[réf. nécessaire].

## Publications

### Travaux universitaires
- 1981, Discours communiste et « grand tournant » — Étude du vocabulaire de L'Humanité (1934-1936), thèse de doctorat 3e cycle en Linguistique, direction Jacques Droz et Antoine Prost, université de Paris I, 6 décembre 1981 (517 f.) - Texte remanié publié sous le titre Et pourtant ils tournent, vocabulaire et stratégie du PCF, 1934-1936, 1988.
- 2000, Les Camps d’internement en France (1938-1946), doctorat d'État sous la dir. d’Antoine Prost, Université Panthéon-Sorbonne, 3 vol. (948 f.) - Num. national de thèse 2000PA010665. En archives ouvertes sur HAL - tel-00362523, 2009-02-18 PDF - Texte remanié publié sous le titre La France des camps : l'internement, 1938-1946, 2002.

### Ouvrages et direction d'ouvrages (liste indicative)
- Et pourtant ils tournent : vocabulaire et stratégie du PCF (1934-1936) (publié par l'unité de recherche linguistique Lexicométrie et textes politiques, Institut national de la langue française ; texte mis à jour de thèse de doctorat 3e cycle[33]), Paris, Klincksieck, coll. « Saint-Cloud », 1988, 252 p. (ISBN 2-252-02604-9, présentation en ligne), [présentation en ligne].
- Angelo Tasca (sous la direction de Denis Peschanski), Vichy 1940-1944 : archives de guerre d'Angelo Tasca, Paris/Milan, Éditions du CNRS / Fondazione Giangiacomo Feltrinelli, 1986, XXII-749 p. (ISBN 2-222-03843-X).
- Le Sang de l'étranger : les immigrés de la MOI dans la Résistance (avec Stéphane Courtois et Adam Rayski), Paris, Fayard, 1989, 470 p. (ISBN 2-213-01889-8, présentation en ligne). Nouvelle édition corrigée : Le Sang de l'étranger : les immigrés de la MOI dans la Résistance (avec Stéphane Courtois et Adam Rayski), Paris, Fayard, 1994, 470 p. (ISBN 978-2-21301-889-8).
- Histoire politique et sciences sociales, Bruxelles, éd. Complexe, collection Questions au XXe siècle no 47, 1991, 285 p.  (ISBN 2-87027-373-8). [réédition de l'article des Cahiers de l'IHTP]
- Avec la collaboration de Marie-Christine Hubert et Emmanuel Philippon, Les Tsiganes en France, 1939-1946, Paris, CNRS éditions, collection Histoire du XXe siècle, 1994, 176 p.  (ISBN 2-271-05244-0) et 2010, Paris, CNRS éditions, 176 p.  (ISBN 978-2-271-07021-0) (réédition fac-similé en réduction édition de poche 12 × 19 cm de l'ouvrage de 1994 - modifications dédicace et 4e de couverture).
- Angelo Tasca (sous la direction de David Bidussa et Denis Peschanski), La France de Vichy : archives inédits d'Angelo Tasca, Milan, Fondazione Giangiacomo Feltrinelli, coll. « Annali della Fondazione Giangiacomo Feltrinelli » (no 31), 1996, XVII-469 p. (ISBN 978-88-07-99052-6, présentation en ligne).
- Les Carnets de Marcel Cachin, 1906-1947, Paris, CNRS Éditions, 1997, 1270 p. Présentation par Denis Peschanski, Yves Santamaria et Serge Wolikow.
- Vichy, 1940-1944 : contrôle et exclusion, Bruxelles, Éditions Complexe, coll. « Questions au XXe siècle » (no 94), 1997, 208 p. (ISBN 2-87027-683-4, présentation en ligne), [présentation en ligne].
- Jean-Marc Berlière (dir.) et Denis Peschanski (dir.), Pouvoirs et polices au XXe siècle : Europe, États-Unis, Japon, Bruxelles, Éditions Complexe, coll. « Interventions », 1997, 323 p. (ISBN 2-87027-682-6, présentation en ligne).
- « La Résistance et les Français : nouvelles approches », Cahier de l'IHTP, no 37, décembre 1997.
- Avec Gilles Le Béguec (dir.), Les Élites locales dans la tourmente : du Front populaire aux années 1950, Paris, CNRS-Éditions, collection CNRS histoire, 2000, 460 p.  (ISBN 2-271-05795-7).
- Jean-Marc Berlière (dir.) et Denis Peschanski (dir.), La police française (1930-1950) : entre bouleversements et permanences, Paris, La Documentation française, coll. « La sécurité aujourd'hui », 2000, 324 p. (ISBN 2-11-004427-6).
- La France des camps : l'internement, 1938-1946, Paris, Gallimard, coll. « La suite des temps », 2002, 456 p. (ISBN 2-07-073138-3, présentation en ligne)(Texte remanié des Camps d’internement en France (1938-1946), doctorat d'État sous la dir. d'Antoine Prost.)
- Des Étrangers dans la Résistance, Paris, Éditions de l'Atelier, & Champigny-sur-Marne, Musée de la Résistance nationale, 2002, 126 p. [ postf. Dominique Schnapper ]  (ISBN 2-7082-3612-1). Réédité en 2013 avec le DVD La Traque de l'Affiche rouge (cf. infra)  (ISBN 978-2-7082-4247-0)
- Avec Tuvia Friling (dir.), Journal de David Ben Gourion 1947-1948 — Les secrets de la création de l'État d'Israël, trad. Fabienne Bergmann, Paris, éditions de la Martinière, 2012, 624 p.  (ISBN 978-2-7324-4194-8).
- Les Années noires, Paris, Hermann, 2012, 430 p.  (ISBN 978-2-7056-8327-6).
- Entretiens avec Boris Cyrulnik : Mémoire et traumatisme. L’individu et la fabrique des grands récits, Paris, INA éditions, 2012, 80 p.  (ISBN 978-2-86938-207-7).
- Mémoire et mémorialisation — Volume 1 : de l’absence à la représentation (dir.), coll. « Mémoire(s) », Hermann, 2013, 338 p.  (ISBN 978-2-7056-8105-0).
- Avec D. Maréchal (dir.), Les Chantiers de la mémoire, Paris, INA éditions, 2013, 172 p.  (ISBN 978-2-86938-211-4)
- Avec Thomas Fontaine, La Collaboration 1940-1945. Vichy, Paris, Berlin, Paris, Tallandier, 2014, 320 p.
- Francis Eustache et ali, Mémoire et oubli, Paris, Le Pommier, 2014, 160 p.  (ISBN 978-2-7465-0870-5)
- Francis Eustache et ali, Les Troubles de la mémoire : prévenir, accompagner, Paris, Le Pommer, 2015, 176 p.  (ISBN 978-2-7465-0936-8)
- Avec Renée Poznanski et la collaboration de Thomas Pouvreau, Drancy. Un camp en France, Paris, Fayard, 2015, 298 p.  (ISBN 978-2-21367-11-30)
- Francis Eustache et ali, Mémoire et émotions, Paris, Le Pommier, 2016, 176 p.  (ISBN 978-2-7465-1114-9)
- Francis Eustache et ali, La Mémoire au futur, Paris, Le Pommier, 2018,  (ISBN 978-2-7465-1734-9)
- Avec Brigitte Sion (eds), La Vérité du témoin, Paris, Hermann, 2018,  (ISBN 978-2-7056-973-65)
- Francis Eustache et ali, La Mémoire. Entre sciences et société, Paris, Le Pommier (Poche), 2019,  (ISBN 978-2-7465-1785-1)
- Avec Laura Nattiez et Cécile Hochard, 13 novembre: des témoignages, un récit, Paris, Odile Jacob, 2020.  (ISBN 978-2-7381-5379-1).
- Avec Astrig Atamian et Claire Mouradian, Manouchian, Textuel, 2023  (ISBN 978-2-84597-961-1).

## Filmographie

### Documentaires
- 1990, 24 min, avec Henry Rousso (auteurs), Christian Delage (réalisation), Les voyages du Maréchal (production : INA (France), CNRS audiovisuel, centre audiovisuel de Paris, les Européens. Participation : BDIC, musée d'Histoire du temps présent, Femis, Tigre production, ministère français de la culture (DP), archives nationales (France)[34].
- 2007 : Jorge Amat et Denis Peschanski (coauteurs), Jorge Amat (réalisateur), La Traque de l’Affiche rouge, 72 minutes, Compagnie des Phares et Balises. Première diffusion sur France 2 le 15 mars 2007.
- 2008 : Jorge Amat et Denis Peschanski (coauteurs), Jorge Amat (réalisateur), Maréchal nous voilà ? La propagande sous Vichy, 63 minutes, Compagnie des Phares et Balises. Première diffusion sur France 2 le 23 octobre 2008.
- 2010 : Denis Peschanski (auteur), Jorge Amat (réalisateur), La France des camps. 1938-1946, 85 minutes, Compagnie des Phares et Balises et CNRS Images. Première diffusion sur France 2 le 8 avril 2010. Extraits vidéos mis en ligne sur Dailymotion par le producteur[35].
- 2024 : Denis Peschanski (auteur), Hugues Nancy (réalisateur), "Manouchian et ceux de l'Affiche rouge", 100 minutes, Nova Productions. Première diffusion sur France 2 le 20 février 2024. Présentation par France 2:

## Distinctions
- Chevalier de la Légion d'honneur le 11 juillet 2025[36].
- Chevalier de l'ordre des Arts et des Lettres [réf. nécessaire]